# Episodi di WKRP in Cincinnati (prima stagione)
La prima stagione della serie televisiva WKRP in Cincinnati è stata trasmessa in anteprima negli Stati Uniti d'America dalla CBS tra il 18 settembre 1978 e il 4 giugno 1979.
| nº | Titolo originale             | Titolo italiano | Prima TV USA      | Prima TV Italia |
| -- | ---------------------------- | --------------- | ----------------- | --------------- |
| 1  | Pilot (Part 1)               |                 | 18 settembre 1978 |                 |
| 2  | Pilot (Part 2)               |                 | 25 settembre 1978 |                 |
| 3  | Les on a Ledge               |                 | 2 ottobre 1978    |                 |
| 4  | Hoodlum Rock                 |                 | 9 ottobre 1978    |                 |
| 5  | Hold Up                      |                 | 16 ottobre 1978   |                 |
| 6  | Bailey's Show                |                 | 23 ottobre 1978   |                 |
| 7  | Turkeys Away                 |                 | 30 ottobre 1978   |                 |
| 8  | Love Returns                 |                 | 6 novembre 1978   |                 |
| 9  | Mama's Review                |                 | 15 gennaio 1979   |                 |
| 10 | A Date with Jennifer         |                 | 22 gennaio 1979   |                 |
| 11 | The Contest Nobody Could Win |                 | 29 gennaio 1979   |                 |
| 12 | Tornado                      |                 | 5 febbraio 1979   |                 |
| 13 | Goodbye Johnny               |                 | 19 febbraio 1979  |                 |
| 14 | Johnny Comes Back            |                 | 26 febbraio 1979  |                 |
| 15 | Never Leave Me, Lucille      |                 | 5 marzo 1979      |                 |
| 16 | I Want to Keep My Baby       |                 | 12 marzo 1979     |                 |
| 17 | Commercial Break             |                 | 26 marzo 1979     |                 |
| 18 | Who Is Gordon Sims?          |                 | 2 aprile 1979     |                 |
| 19 | I Do, I Do... for Now        |                 | 23 aprile 1979    |                 |
| 20 | Young Master Carlson         |                 | 30 aprile 1979    |                 |
| 21 | Fish Story                   |                 | 28 maggio 1979    |                 |
| 22 | Preacher                     |                 | 4 giugno 1979     |                 |